# Svinný potok
Svinný potok (německy Saubach) je pravostranný přítok řeky Osoblahy v okrese Bruntál v Moravskoslezském kraji.

## Průběh toku
Potok pramení ve Zlatohorské vrchovině pod Hřebeny (775 m) a jeho pramen vyvěrá v nadmořské výšce 750 m. Protéká obcemi Janov a Jindřichov.